# SYNPR
SYNPR (англ. Synaptoporin) – білок, який кодується однойменним геном, розташованим у людей на короткому плечі 3-ї хромосоми.  Довжина поліпептидного ланцюга білка становить 265 амінокислот, а молекулярна маса — 29 166.
| 10         |  | 20         |  | 30         |  | 40         |  | 50         |
| ---------- |  | ---------- |  | ---------- |  | ---------- |  | ---------- |
| MCMVIFAPLF |  | AIFAFATCGG |  | YSGGLRLSVD |  | CVNKTESNLS |  | IDIAFAYPFR |
| LHQVTFEVPT |  | CEGKERQKLA |  | LIGDSSSSAE |  | FFVTVAVFAF |  | LYSLAATVVY |
| IFFQNKYREN |  | NRGPLIDFIV |  | TVVFSFLWLV |  | GSSAWAKGLS |  | DVKVATDPKE |
| VLLLMSACKQ |  | PSNKCMAIHS |  | PVMSSLNTSV |  | VFGFLNFILW |  | AGNIWFVFKE |
| TGWHSSGQRY |  | LSDPMEKHSS |  | SYNQGGYNQD |  | SYGSSSGYSQ |  | QASLGPTSDE |
| FGQQPTGPTS |  | FTNQI      |  |            |  |            |  |            |

A: Аланін

C: Цистеїн

D: Аспарагінова кислота

E: Глутамінова кислота

F: Фенілаланін

G: Гліцин

H: Гістидин

I: Ізолейцин

K: Лізин

L: Лейцин

M: Метіонін

N: Аспарагін

P: Пролін

Q: Глутамін

R: Аргінін

S: Серин

T: Треонін

V: Валін

W: Триптофан

Кодований геном білок за функцією належить до фосфопротеїнів. 
Задіяний у такому біологічному процесі як альтернативний сплайсинг. 
Локалізований у мембрані, клітинних контактах, цитоплазматичних везикулах, синапсах, синаптосомах.